# Takhuit
Takhuit là người vợ hoàng gia vĩ đại của Psamtik II. Bà sống trong niên đại thứ hai mươi sáu của Ai Cập.

## Tiểu sử
Takhuit là vợ của Psamtik II và là mẹ của Pharaoh Apries và là vợ của Amun Ankhnesneferibre. Takhuit được biết đến là vợ của Vua Psamtik II bởi vì con gái của họ Ankhnesneferibre được ghi nhận là Chị của Vua và được sinh ra bởi Takhuit.

## An táng
Takhuit được chôn cất ở Athribis. Ngôi mộ của bà được phát hiện vào năm 1950. Một chiếc quách lớn và một vật trang sức hình trái tim đã được phát hiện trong ngôi mộ của bà.